# Râul Valea Scrăzii
Râul Valea Scrăzii este un afluent al râului Gersa.

## Hărți
- Harta Munții Rodnei  Arhivat în 22 iulie 2020, la Wayback Machine.
- Harta Munții Rodnei